# Antônio Fernandes Figueira
Antônio Fernandes Figueira (Rio de Janeiro, 13 de junho de 1863 – Rio de Janeiro, 11 de março de 1928) foi um médico brasileiro.
Foi eleito membro da Academia Nacional de Medicina em 1903, da qual foi presidente de 1907 a 1908.